# 富山テレビ放送
富山テレビ放送株式会社（とやまテレビほうそう、英: Toyama Television Broadcasting Co., Ltd.）は、富山県を放送対象地域としたテレビジョン放送の特定地上基幹放送事業者である。
通称は富山テレビ、略称はBBT（Best Broadcast Toyama television）である。

## 概要
コールサインはJOTH-DTVで、FNN系列の民放テレビ局である。開局当時の略称は、基幹局のチャンネル番号（34ch）を用いたT34であった。この他、「TUB」「TUS」「UTV」などの案もあったが、チャンネルを象徴した特異性のあるものとして「T34」が選定された。現在の略称は、"Best Being Toyama television"から来ていて、さらにその後にBest Being からBest Broadcastに変更になっている。
キー局については、当初はフジテレビを主体として経済ベースを重視して他局番組を取り入れて編成するクロスネット形式で行うこととしていたが、最終的にフジテレビ系列シングルネットでの開局となった。
東海テレビ放送が21.0%、中日新聞社が19.9%の株式を保有、北陸中日新聞および朝日新聞と協力関係にある。また、北日本新聞との共催行事も多いほか、富山新聞（北國新聞）とも天気予報の番組スポンサーとなるなど友好関係にある。
本社社屋は、分譲開始前の分譲住宅地や水田の一部を買収して建設された。かつて、富山テレビ（当時はT34）の社屋横に、高さ39mの煙突状の大きな電波塔があったが、現社屋増改築で6階の屋上に新電波塔が設置されたため、役割を終えて取り壊された。開局からCI導入までは「T34（後に当時の後述するマークに変更） 富山テレビ」という赤いネオンサインが縦に取り付けられていた。
「富山テレビ」のロゴはCI導入時のロゴ（つまりは現行のもの）で3代目。初代は開局時から用いられた物で、1981年（昭和56年）7月21日から使用の2代目は現行のロゴより若干太めにデザインされている。県内に設置されている中継局の表札に用いられている「富山テレビ」のロゴの大半は2代目の物である。CI導入まで、丸に赤（レッド、有磯の海に映える太陽）、白（オフホワイト、霊峰立山の白雪）、緑（エメラルドグリーン、越路をいろどる緑野）を描き、情熱、真実、平和を表したロゴ『かがやく雪と太陽と緑』が存在していた。
1970年頃から1990年頃にかけては静止画で番組案内や道徳啓発（主に交通安全、タバコの吸殻による火災予防、自然を大切に等）をCMの空き時間に流していた。
『ミュージックフェア』はさくらんぼテレビジョン（山形県）が1997年（平成9年）の開局と同時にネットを開始するまで本州日本海側のフジテレビ系では唯一のネット局であった。また、『めざましどようび』が2018年（平成30年）4月から2020年（令和2年）3月まで系列局で唯一7:00からの飛び乗り放送となっていた。
なお、フジテレビ系列のアニメ枠・『ノイタミナ』については、2025年3月まで北陸地方及び本州の系列局では唯一、放送実績が無かった。また、ノイタミナ以外のフジテレビ系列の深夜アニメについても、基本的には放送されない。その一方で、『じゃじゃじゃじゃ〜ン!』は、制作局のフジテレビ以外では最初にネット開始した地上波ネット局であった。

## 事業所

### 本社・演奏所
- 富山県富山市新根塚町一丁目8番14号（郵便番号939-8550）

### 支社
高岡支社
- 富山県高岡市丸の内1番40号 高岡商工ビル9階

新川支社
- 富山県魚津市釈迦堂一丁目12番18号 魚津商工会議所ビル5階

金沢支社
- 石川県金沢市南町3番20号 金沢中日ビル3階

東京支社
- 東京都中央区銀座二丁目16番7号 電通恒産第3ビル2階

大阪支社
- 大阪府大阪市北区梅田一丁目2番2号 大阪駅前第2ビル12階

#### かつて存在した支社
名古屋支社
- 愛知県名古屋市東区東桜一丁目14番25号 テレピア13階

→大阪支社に統合
砺波支社
- 富山県砺波市三島町12番16号 宗巧ビル1階

## 資本構成
企業・団体の名称、個人の肩書は当時のもの。出典：

### 2021年3月31日
| 資本金 | 発行済株式総数 | 株主数 |
| ------ | -------------- | ------ |
| 3億円  | 600,000株      | 47     |

| 株主         | 株式数    | 比率   |
| ------------ | --------- | ------ |
| 中日新聞社   | 119,500株 | 19.92% |
| 東海放送会館 | 114,000株 | 19.00% |
| 朝日新聞社   | 60,000株  | 10.00% |

## 沿革
- 1964年（昭和39年）1月28日 『テレビ富山』テレビ放送設立申請。以降『富山テレビジョン放送』『大富山放送』『富山朝日放送』『日本海放送』『呉羽放送』が相次いでテレビ放送設立を申請。これらは1967年（昭和42年）10月1日の富山局免許申請までに1本化される[17]。
- 1967年（昭和42年）11月1日 テレビ予備免許を取得[1]。初代略称マーク（1969年 - 1993年）
- 1968年（昭和43年）
  - 3月12日 設立[1]。

初代略称マーク（1969年 - 1993年）

  - 3月21日 富山商工会議所ビル8階に本社事務所開設[18]。
  - 7月20日 社マークをT34と定める[18]。
  - 8月10日 本社社屋・送信所着工[18]（設計管理は小林設計事務所、建設は鹿島建設が担当[19]）。同日にキー局をフジテレビ系列シングルネットと定める[6]。
  - 9月1日 東京支社開設[18]。
  - 11月1日 大阪支社開設[18]。
  - 12月25日 本社社屋、一部を残して竣工。同月27日に移転[18]。
- 1969年（昭和44年）
  - 1月21日 試験電波発射[18]。
  - 2月13日 午後6時57分よりサービス放送開始。フジテレビの番組をそのまま放送したが、マイクロ時間帯以外はテストパターンを放送[18][20]。
  - 3月28日 社屋、送信所が竣工[18]。
  - 3月29日 開局記念式が富山県民会館にて開催[18]。
  - 4月1日 午前8時55分より、北日本放送に次ぐ富山県2番目の民放テレビ局として開局[1][18]（実際は午前8時50分に「おしらせ」、午前8時52分より天気予報を放送してから、午前8時55分から当時の富山県知事・吉田実による開局の挨拶となっていた[21]）。開局時の第一声は「JOTH-TV、富山テレビ放送、只今より放送を開始します」であった[22]。本放送最初のレギュラー番組は、同日午前9時からの『小川宏ショー』[21]。当時は全放送番組中57%がカラー放送であった[23]。
- 1971年（昭和46年）
  - 2月7日 金沢支局設置[24]。
  - 4月1日 放送時間を1時間30分早め、午前7時30分開始とする[25]。
  - 5月1日 ローカルニュースを全面カラー化[26]。
  - 12月24日 富山市西町交差点角に、4階建てで屋上にシンボルタワー『レインボータワー』を備えた『富山テレビサービスセンター』を設置[27]。
- 1972年（昭和47年）10月 金沢支局を金沢支社に改組。高岡支局開設[28]。
- 1973年（昭和48年）
  - 2月 魚津支局開設[28]。
  - 6月29日 日本海側初のプロゴルフトーナメント『'73オープンゴルフトーナメント北陸クラシック』が呉羽カントリークラブにて開催[27]。
  - 7月 カラー中継車を導入[29]。
- 1975年（昭和50年）12月15日 社屋増改築工事起工式[30]。
- 1976年（昭和51年）6月16日 社屋増改築工事完工。2階建て延床面積380m2（フィルムのプレビュー室、会議室等）が増築された[30]。
- 1978年（昭和53年）9月19日 ENG送出システム完成[31]。
- 1980年（昭和55年）7月23日 社屋増改築着工[32]。
- 1981年（昭和56年）10月6日 社屋増改築竣工（スタジオ新装および小ホール『富山テレビホール』（334.4m2）の設置）[33]。
- 1983年（昭和58年）5月30日 CMバンク導入[34]。
- 1984年（昭和59年）9月 中華人民共和国の中国遼寧電視台と友好協力関係を締結[35]。
- 1985年（昭和60年）12月5日　音声多重放送開始[36][37]。
- 1987年（昭和62年）10月　富山県内初の住宅総合展示場を、富山市布瀬に開設[38]。
- 1989年（平成元年）
  - この年、CI委員会設置[39]。
  - 5月 『富山テレビ二十年のあゆみ』を発行（富山テレビ放送 編、151ページ）。
  - 12月5日 3階に直径4.5mのパラボラアンテナを設置。同時にSNG車載局の運用を開始[40]。
- 1992年（平成4年）10月10日　富山市西荒屋地区にて『住まいの広場ジュートピア』オープン[38]。
- 1994年（平成6年）1月1日 CI導入の一環で、略称をT34から現在のBBTに変更。
- 1997年（平成9年）
  - 3月31日 局キャラクター『ビーちゃん』運用開始[39]。
  - 7月 社屋西側に別館新築[41]。
  - 11月26日 文字多重放送開始[42]。
  - この年、ホームページ『BBT Web』を開設[43]。
- 1999年（平成11年）
  - 1月29日 新社屋完成[41]。
  - 2月6日 『榎木孝明の薬草マンダラ紀行 ～立山・インド・チベット 健康と癒しの旅～』を初の自社制作による全国ネット（フジテレビ系列28局ネット）番組として放送（土曜 14:35 - 15:50）[44]。
- 2005年（平成17年）11月1日 地上デジタル放送対応のマスター更新[45]（東芝製）。
- 2006年（平成18年）
  - 4月1日 地上デジタル放送試験放送開始[45]。
  - 9月27日 北陸総合通信局から地上デジタル放送に免許状が交付される[46]。
  - 10月1日 地上デジタル放送開始。同時にワンセグのデータ放送も開始[45]。
- 2009年（平成21年）11月25日 ｢宇奈月大原｣・｢細入猪谷｣の両デジタル中継局開局。これにより富山県内でのデジタル中継局の整備が完了[45]。
- 2011年（平成23年）7月24日 この日正午をもって地上アナログ放送の通常放送が終了し、午後11時59分59秒に完全停波。地上デジタル放送に完全移行。
- 2013年（平成25年）1月25日に富山民放3局共同キャンペーン テレビはイ・ロ・ハ!?が開始された。
- 2019年（平成31年・令和元年）6月3日 富山エフエム放送と災害報道協力協定を締結[47]。
- 2020年（令和2年） 『富山テレビ放送開始50年史』を発行（富山テレビ放送 編、194ページ）[48]。

## チャンネル

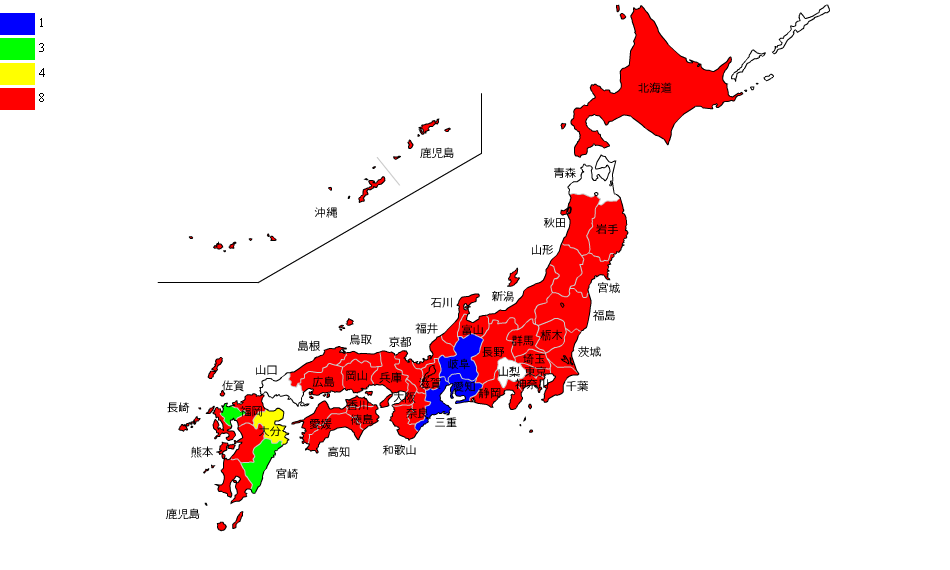
フジテレビ系列のリモコンキーID地図

### デジタル放送
親局
- 富山（呉羽山）：18ch 1kW リモコンキーID・8 JOTH-DTV

中継局
- 福光：20ch
- 宇奈月：50ch
- 高岡二上：40ch
- 細入：40ch
- 大山小見：40ch
- 氷見：18ch
- 氷見論田：18ch
- 宇奈月大原：18ch
- 細入猪谷：18ch

### アナログ放送
2011年7月24日停波時点
親局
- 富山（呉羽山）：34ch JOTH-TV

アナログ時代はチャンネルポジションを5もしくは12に設定する家庭が多かった。

### エリア放送
2014年10月18日と10月19日に開催された開局45周年記念イベントでは、ホワイトスペースを利用するエリア放送が実施された。
会場内に地上一般放送局1局が設置された。
| 免許人                 | 局名              | 呼出符号     | 物理ch | 周波数         | 空中線電力 | 業務区域           |
| ---------------------- | ----------------- | ------------ | ------ | -------------- | ---------- | ------------------ |
| 富山テレビ放送株式会社 | BBT富山エリア放送 | JOXZ5AQ-AREA | 34ch   | 559.142857 MHz | 10mW       | 富山テレビ放送本社 |

## ネットワークの移り変わり
- 1969年（昭和44年）
  - 4月1日 - フジテレビ系列局として開局したため、FNNフルネットと定める。NETテレビの番組・TBSの番組の一部も北日本放送から移行されていた。また、フジテレビの番組の中には北日本放送でのネットを継続したものもあったが、数ヶ月～数年後に全ての番組の移行が完了する。ニュース系列は一貫してFNN。
  - 10月1日 - この日発足したFNSに加盟。
- 1975年（昭和50年）3月31日 - 関西地区の腸捻転解消に伴い、朝日放送制作の番組がTBS系列扱いからNET系列扱いに、毎日放送制作の番組がNET系列扱いからTBS系列扱いにそれぞれ変更される。当時の富山県にはどちらの系列局もなかったため、引き続き編成に応じて北日本放送と共有した。
- 1990年（平成2年）10月1日 - テレビユー富山（現：チューリップテレビ）の開局によりTBSの番組がTUTへ移行[注 10]。現在はフジテレビ系列であるが、テレビ朝日系列、テレビ東京系列の番組を番組販売でネットしている。

## 放送中の主な番組
2025年4月現在。太字は字幕放送。

### 自社制作番組
- ライブBBT（月曜 - 金曜 15:20 - 19:00、土曜 17:30 - 18:00）
- BBTニュース（詳細は当該項目参照）
- 朝日フラッシュニュース（月曜 - 金曜 11:25 - 11:30）

※ 関東独立UHFでかつて放映された5社ニュースと同名タイトルであるが、内容が全く異なる。
- 北陸中日新聞 サンデーNews（日曜 17:30 - 18:00）
- BBTドキュメンタリーズ（土曜 16:55 - 17:25、月1回放送）
- サタデートピックス（土曜 17:25 - 17:30）
- サンデートピックス（日曜 17:25 - 17:30）
- ほくりくアイドル部 松井祐香里の現場からおとどけします!（木曜 21:54 - 22:00）
- bbt music selection（金曜 1:20 - 1:50（木曜深夜））
- BBTスペシャル（金曜 19:00 - 20:00、不定期放送）
- 桜木町ナイトスナッカーズ（土曜 2:35 - 2:55（金曜深夜）、不定期放送）
- ダイブツのイマダ!（土曜 18:30 - 19:00、再放送：木曜 0:20 - 0:50（水曜深夜））
- 富山市民ニュース（日曜 6:56 - 7:00）[51]
- ジオグラフィックとやま（日曜 11:45 - 11:50ほか）
- HEROES（不定期放送）
- すきすき!ビーちゃん（月曜 - 金曜 5:15 - 5:20、土曜 5:50 - 5:55、日曜 4:10 - 4:15）
- サ・キ・ド・リ!（月曜 - 金曜 15:15 - 15:20）
- スエヒロガる!TV（番宣番組、月曜 - 水曜 21:54 - 22:00、金曜 22:56 - 23:00、土曜 5:55 - 6:00ほか）
- BBTスクランブル（自己批評番組、最終日曜 5:05 - 5:15）
- Jリーグカターレ富山ホームゲーム中継（スカパー!中継担当）
  - J3リーグ降格初年度の2015年度は、中継本数の制限のため生中継はしなかった。

### フジテレビ系列（遅れネット）
- 何か“オモシロいコト”ないの?（火曜 1:20 - 1:50（月曜深夜））
- FNSドキュメンタリー大賞／FNSソフト工場（水曜 1:20 - 2:15（火曜深夜））
- おかべろ（木曜 0:50 - 1:20（水曜深夜）、関西テレビ制作）
- 千原ジュニアの座王（金曜 0:20 - 0:50（木曜深夜）、関西テレビ制作）
- タイムレスマン（金曜 1:50 - 2:20（木曜深夜））
- 千原ジュニアのヘベレケ（土曜 1:35 - 2:05（金曜深夜）、東海テレビ制作）
- ゴリパラ見聞録（土曜 2:05 - 2:35（金曜深夜）、テレビ西日本制作）
- TO BE HERO X（土曜 5:20 - 5:50）
- テレビ寺子屋（日曜 5:15 - 5:45、テレビ静岡制作）
- 皇室ご一家（日曜 5:45 - 6:00）
- ゲゲゲの鬼太郎 私の愛した歴代ゲゲゲ（日曜 6:15 - 6:43）
- ごるビバ（日曜 6:43 - 6:56、NST新潟総合テレビ制作）
- 物語の始まりへ（日曜 8:55 - 9:00、石川テレビ制作）
- フットマップ（不定期放送、関西テレビ制作）

T34時代にネットを開始し現在も放送中の番組
※ ニュース枠を除く番組を記載する。
※ 上記の『テレビ寺子屋』もこれに該当する。
- フジテレビ系列平日午前のワイドショー枠（現在は、『サン!シャイン』を同時ネット）
- 関西テレビ制作土曜朝のワイドショー（現在は、『土曜はナニする!?』を同時ネット）
- サザエさん（同時ネット）
- ミュージックフェア（同時ネット）

### テレビ朝日系列
- アメトーーク!（火曜 0:20 - 1:20〈月曜深夜〉）[注 11]
- EIGHT-JAM（水曜 0:20 - 1:20〈火曜深夜〉）
- かまいガチ（金曜 0:50 - 1:20〈木曜深夜〉）[注 12]
- ポツンと一軒家（土曜 12:55 - 14:00、朝日放送テレビ制作）
- 芸能人格付けチェック（不定期放送、朝日放送テレビ制作）

### テレビ東京系列
- 夫の家庭を壊すまで（木曜 1:20 - 2:10（水曜深夜））
- あちこちオードリー（土曜 0:45 - 1:35（金曜深夜））
- デカ盛りハンター（土曜 10:25 - 10:55）[注 13]
- LIFE IS MONEY〜世の中お金で見てみよう〜（土曜 10:55 - 11:45）
- 世界を救う!ワンにゃフル物語 柴と三毛と亀梨くん（土曜 12:00 - 12:55）
- ありえへん∞世界（日曜 1:15 - 2:15（土曜深夜））
- 家、ついて行ってイイですか?（日曜 9:00 - 10:00）
- 所さんの学校では教えてくれないそこんトコロ!（日曜 12:00 - 13:00）
- ナゼそこ?+（不定期放送）
- JAPANをスーツケースにつめ込んで!〜世界に日本を持ってった〜（不定期放送）
- 緊急SOS!池の水ぜんぶ抜く大作戦（不定期放送）
- 日曜ビッグバラエティ（不定期放送）

### その他の番組
- ダイアンのガチで!ごめんやす（火曜 1:50 - 2:20（月曜深夜）、群馬テレビ制作）

## 過去に放送された番組

### 自社制作番組
- FNN T34ニュース
- T34フラッシュニュース
- FNN富山テレビニュース
- 富山テレビニュースフラッシュ→BBTニュースフラッシュ→プライムニュース富山
- 中日ニュース テレポートとやま
- こんばんは!とやま6:30
  - ニュース6:30
- FNNイブニングワイド6:00
  - FNNイブニングワイドとやま6:00
- FNNスーパータイムとやま
  - スーパータイムとやま530
- BBTザ・ヒューマン
- Youドキッ!たいむ
- BBTスーパーニュース チャンネル8
- みんなのニュース BBTチャンネル8→プライムニュース BBTチャンネル8
- 110万人の広場→クイズフォーカスイン!（1983年4月3日[34] - ）→とやま超発見! フォーカス・イン2→とやまDASH!! フォーカス・イン→きときとキッズ☆フォーカスイン→週刊!とやま元気家族→知ってナットク!元気とやま情報チャンネル（日曜 9:00 - 9:25）→月刊!元気とやま情報チャンネル
- 5時ってうきうき
- 5時うきフライデー
- ホームチャンネル富山→土曜ワイド お茶の間11（土曜 11:00 - 11:55、1973年4月7日から）[52][53]
- ウィークエンドとやま ハイ!!3時です（1974年4月6日 - ）[54]。
- サタディQ（1975年4月5日 - 1979年8月25日）[55]
- おもしろサタデー みんなでDON!（1982年4月3日）[56]
- 愛と罪のマンゴスチン
- あっ!富山だっ!
- うの目たかの目
- 土曜HOTスタジオ 志の輔のハイ!お昼です[57]
- HOTパスタ
- ぐっどもーにんぐ富山
- 朝いち!とやま（土曜 7:30 - 8:00にて放送[58]）
- とやまニューアングル
- 志の輔トマトクラブ（1990年4月9日から放送、月曜 19:30 - 20:00[59]）
- おはようTVティーチャー（1992年4月5日から日曜 7:15 - 7:30にて放送[60]）
- おねぇさまのおせっかい代理店。 ファニーカンパニー!
- 富山観光アニメプロジェクト（2009年6月の単発放送）
- 内田もも香のゴルフに行こうよ![61]
- 土曜昼の情報番組枠
  - フレッシュ×フレッシュ
  - フレ×フレ+
- 富山に、88
- 富山いかがdeSHOW→フルサタ!
- 元気とやま みんなのクイズ
- ビーちゃんたいむ（月曜 - 金曜 18:55 - 19:00）
- ここから学ぶ、日本の未来
- 富山経済人Voice
- イマエコ天気
- 獅子魂TV
- 澄んだ空に明日を描こう
- 鈴木ちなみのとやまダイアリー（富山県広報番組）
- 幸せのカタチ〜とやまで自分らしく〜（富山県広報番組）
- 発見!とやまふぁみりー（富山県広報番組）
- BBT報道 シンそう富山
  - BBT報道 シンそう富山 ワイド

### フジテレビ系の番組
- 冒険チュートリアル（関西テレビ制作、2012年3月30日打ち切り）
- たかじん胸いっぱい（関西テレビ制作、2013年3月17日打ち切り）
- 百識王（2012年9月26日打ち切り）
- 関ジャニ∞のジャニ勉（関西テレビ制作、2014年3月25日打ち切り）
- ウチくる!?（2014年3月打ち切り）
- 村上マヨネーズのツッコませて頂きます!（関西テレビ制作、2018年9月打ち切り）
- 雨上がりのフォトぶら♪→フォトぶら（関西テレビ制作、2019年3月打ち切り）
- あいのり: African Journey
- 石橋、薪を焚べる
- 釣りごろつられごろ（テレビ新広島制作、2023年10月7日打ち切り）
- ぐっさん家〜THE GOODSUN HOUSE〜（東海テレビ制作、2024年3月26日打ち切り）
- かまいたちの机上の空論城（関西テレビ制作、2024年3月打ち切り）
- 坂道の向こうには青空が広がっていた。

### 他系列の番組
ここでは特筆の記述がない限り再放送番組は記述しない。★印は番組自体は継続中

#### TBS系列
チューリップテレビ開局まで、○はチューリップテレビに移行。
- 料理天国○
- 毎日放送制作日曜午後1時枠（『やる気マンマン日曜日』『それゆけ!マーシー』など、1週遅れ）○
- 世界の結婚式（初期は北日本放送で放送）○
- そこが知りたい○
- 皇室アルバム★（腸捻転時代の1974年にKNBから移動、1979年に「皇室ご一家」開始後も引き続き放送）○
- よしもと新喜劇★（腸捻転時代から放送）一時中断後○
- プラレス3四郎
- 超時空シリーズ（毎日放送制作）

超時空要塞マクロス→超時空世紀オーガス→超時空騎団サザンクロス
- 銀河漂流バイファム（毎日放送制作）
- じゃりン子チエ（毎日放送制作）
- ど根性ガエル（ABC制作、1972年度のアニメ版。1973年に土曜 18:00 - 18:30にて放送 [62]。）
- 草原の少女ローラ
- 野生の王国※腸捻転解消直後の半年間と、1979年頃[63] のみ。その後はNETテレビ系番組時代に放送していた北日本放送（KNB）へ戻る。
- ウルトラマンシリーズ（帰ってきたウルトラマン以降から遅れネット。ウルトラマン、ウルトラセブン、ザ☆ウルトラマンの全編と帰ってきたウルトラマンとウルトラマンレオの途中までは北日本放送で放送（ウルトラマンとウルトラセブンは後にBBTでもウルトラマンレオ放送以降に放送）。ウルトラマン80は県内の放送局では未放送。ウルトラマンティガから○）
- ウルトラファイト
- 猿の軍団
- 宇宙鉄人キョーダイン（毎日放送制作）
- ザ・サスペンス
- 隠し目付参上（毎日放送制作）
- 3年B組金八先生（第3シリーズのみ放送。それ以前のシリーズは北日本放送でネットされ、第4シリーズ以降は○）
- 水曜劇場（水曜 22:00に1時間遅れで放送）
  - 寺内貫太郎一家
  - ムー→ムー一族
- 金曜ドラマ
  - 岸辺のアルバム
  - ふぞろいの林檎たち
  - 金曜日の妻たちへ
- 水曜22時ドラマ枠（毎日放送制作）
  - 青春の門
- 日曜22時のドラマ（CBC制作）
  - 度胸時代
- ナッキーはつむじ風
- 風の中のあいつ
- TBS火曜9時枠の連続ドラマ〇
- 転校少女Y
- 斬り抜ける（腸捻転以前のABC制作）
- 腸捻転以前の必殺シリーズ（ABC制作）
- 赤い靴
- 三枝やすし（きよし）興奮テレビ
- ろぼっ子ビートン（本放送終了後、1978年 - 1979年頃に火曜 16:50 - 17:20に放送[64]）
- トムとジェリー（TBS版、本放送は北日本放送でネット）

#### テレビ朝日系列
※富山テレビは、朝日新聞との関係が深いためか朝日放送テレビ（ABC）制作の遅れネット番組が多かった。1994年3月まで明日の経営戦略、一休さん（権利切れ分）など一部の番組以外、テレビ朝日制作の番組は放送されていなかった（チューリップテレビも同様）。
ドラマ
- 必殺シリーズ（ABC制作・腸捻転解消前から）

必殺仕掛人→必殺仕置人→助け人走る→暗闇仕留人→必殺必中仕事屋稼業→必殺仕置屋稼業→必殺仕業人→必殺からくり人→必殺からくり人・血風編→新・必殺仕置人→新・必殺からくり人・東海道五十三次殺し旅→江戸プロフェッショナル・必殺商売人→必殺からくり人・富嶽百景殺し旅→翔べ! 必殺うらごろし→必殺仕事人→必殺仕舞人→新・必殺仕事人→新・必殺仕舞人→必殺仕事人III→必殺渡し人→必殺仕事人IV→必殺仕切人→必殺仕事人V→必殺橋掛人→必殺仕事人V・激闘編→必殺まっしぐら!→必殺仕事人V・旋風編→必殺仕事人V・風雲竜虎編→必殺剣劇人→必殺仕事人・激突!
- 金9（ABC制作）

レガッタ〜君といた永遠〜、宿命 1969-2010 -ワンス・アポン・ア・タイム・イン・東京-、警視庁 失踪人捜査課、検事・鬼島平八郎
- 華麗なる一族（毎日放送制作・腸捻転時代）
- 霧の感情飛行（ABC制作）
- TOKYO DETECTIVE 二人の事件簿（ABC制作）
- 新・二人の事件簿 暁に駆ける!
- 科捜研の女（season16 - season18）

アニメ
- 無敵超人ザンボット3→無敵鋼人ダイターン3→機動戦士ガンダム→無敵ロボ トライダーG7→最強ロボ ダイオージャ→戦闘メカ ザブングル→聖戦士ダンバイン→重戦機エルガイム→機動戦士Ζガンダム→機動戦士ガンダムΖΖ→機甲戦記ドラグナー

（ZガンダムとガンダムZZの間に半年の休止期間あり）
- おはよう!スパンク→とんでモン・ペ→レディジョージィ
- ABC制作日曜朝8時30分枠のアニメ★（一時期のみ。以降の番組は北日本放送およびチューリップテレビにて放送）[注 14]

とんがり帽子のメモル→はーいステップジュン→メイプルタウン物語→新メイプルタウン物語 パームタウン編→ビックリマン（15分枠の時代のみ、第12話で打ち切り、後にKNBでネット）
- ジャンボーグA（毎日放送制作）
- 変身忍者嵐（毎日放送制作）
- 秘密戦隊ゴレンジャー（北日本放送での本放送終了後の再放送扱い）
- 一休さん（同上）
- ジムボタン（毎日放送制作）
- 超合体魔術ロボ ギンガイザー
- おぼっちゃまくん（一部話数のみ）
- 地上最強のエキスパート GIジョー
- ゴワッパー5 ゴーダム
- こぐまのミーシャ（ABC制作）
- 勇者シリーズ（名古屋テレビ制作）

勇者エクスカイザー→太陽の勇者ファイバード→伝説の勇者ダ・ガーン（途中から早朝へ移行）→（※一時放映打ち切り）→勇者警察ジェイデッカー→黄金勇者ゴルドラン→勇者指令ダグオン
※ ただし、勇者特急マイトガインのみ、KNBで放映された。
- カリメロ（1作目）
- ピコリーノの冒険（ABC制作）
- 夢の星のボタンノーズ（ABC制作）
- くまの子ジャッキー
- 宇宙魔神ダイケンゴー

その他
- 全国高校野球選手権大会中継（同時ネット、決勝戦のみ、朝日放送制作[注 15]）
- 爆笑問題の検索ちゃん（2007年10月から半年間のみ）
- 美味紳助
- 勉強してきましたクイズ ガリベン（不定期放送）
- 国分太一&美輪明宏&江原啓之のオーラの泉（2008年3月末で打ち切り）
- すくいず!（不定期放送）
- ミュージックステーション★（一時期のみ。その後はKNBで放送されたが、2006年9月に打ち切り）
- 世界とんでも!?ヒストリー（1994年4月から）
- 素敵にドキュメント（水曜ドキュメントとして）（ABC制作）
- プロポーズ大作戦（ABC制作）
- あっちこっち丁稚（ABC制作）
- 新時代の中小企業[65]→明日の経営戦略[66]
- ナイナイナ
- パパパパパフィー（一時期のみKNBでもネットされていた）
- たけしの万物創世紀（ABC制作）
- たけし・所のWA風が来た!（ABC制作）
- ビートたけしのTVタックル★（KNBから移行、チューリップテレビに移行するも途中打ち切り）
- 熱闘甲子園★（ABC制作、KNBから移行）
- クイズ地球の歩き方（ABC制作）
- ラブアタック!（ABC制作）
- 霊感ヤマカン第六感（ABC制作）
- 驚きももの木20世紀（ABC制作、チューリップテレビでも放送）
- ターニングポイント（ABC制作）
- 人気者でいこう!（ABC制作）
  - 芸能人格付けチェックスペシャル★
- キラリ（ABC制作）
- Matthew's Best Hit TV→Matthew's Best Hit TV+
- 食べて元気!ほらね（ABC制作、KNBから移行）
- フットボール刑事の芸人家宅捜査（不定期放送）
- がっちり買いまショウ（毎日放送制作。腸捻転解消以前はKNBで放送）
- ABOBAゲーム（ABC制作）
- クイズなんでも一番館（ABC制作）
- 三枝の国盗りゲーム（ABC制作）
- 世界一周双六ゲーム（ABC制作）
- パネルクイズ アタック25（ABC制作、2009年3月打ち切り）
- 新婚さんいらっしゃい!★（ABC制作、腸捻転時代の1973年から放送、2024年3月28日打ち切り）
- 賢コツ!!
- 今すぐ使える豆知識 クイズ雑学王
- 坂上忍の成長マン!!
- 大改造!!劇的ビフォーアフター（ABC制作）
- マツコ&有吉の怒り新党
- ロンドンハーツ★
- しくじり先生 俺みたいになるな!!★
- マツコ&有吉 かりそめ天国★（途中打ち切り）
- 夜の巷を徘徊する→夜の巷を徘徊しない
- 松本家の休日（ABC制作）
- ウドちゃんの旅してゴメン（メ～テレ制作）
- 家事ヤロウ!!!★
- 品評会ばんちょー（朝日放送テレビ制作）
- 最初と最後にはワケがある（朝日放送テレビ制作）
- 矢作・バカリのソコホル!?〜言われてみれば気になるアレ大調査〜（朝日放送テレビ制作）
- ナニコレ珍百景★
- 爆問×伯山の刺さルール!
- 人生の楽園★（2023年4月5日から1年間放送し、2024年3月27日打ち切り）[注 16]
- LIFE〜夢のカタチ〜★（ABC制作、2022年4月7日から2年間放送し、2024年3月29日打ち切り）[注 17]
- ゲストダイアン（朝日放送テレビ制作）
- 証言者バラエティ アンタウォッチマン!

#### テレビ東京系列
ドラマ・時代劇
- 大江戸捜査網
- 忠臣蔵 瑤泉院の陰謀
- 最上の命医
- 山田孝之の東京都北区赤羽
- バイプレイヤーズ 〜もしも6人の名脇役がシェアハウスで暮らしたら〜→バイプレイヤーズ 〜もしも名脇役がテレ東朝ドラで無人島生活したら〜
- サ道
- 金曜8時のドラマ
  - 刑事吉永誠一 涙の事件簿→新・刑事吉永誠一
  - 三匹のおっさん〜正義の味方、見参!!〜→三匹のおっさん2〜正義の味方、ふたたび!!〜→三匹のおっさん3〜正義の味方、みたび!!〜
  - マルホの女〜保険犯罪調査員〜
  - ラスト・ドクター〜監察医アキタの検死報告〜
  - 保育探偵25時〜花咲慎一郎は眠れない!!〜
  - 僕らプレイボーイズ 熟年探偵社
  - 釣りバカ日誌〜新入社員 浜崎伝助〜→釣りバカ日誌 Season2〜新米社員 浜崎伝助〜
  - 警視庁ゼロ係〜生活安全課なんでも相談室〜（FIRST SEASON→SECOND SEASON→THIRD SEASON→SEASON4→SEASON5）
  - ドクター調査班〜医療事故の闇を暴け〜
  - ヤッさん〜築地発!おいしい事件簿〜
  - 石川五右衛門
  - ユニバーサル広告社〜あなたの人生、売り込みます!〜
  - 特命刑事 カクホの女→特命刑事 カクホの女2
  - 執事 西園寺の名推理→執事 西園寺の名推理2
  - 駐在刑事（Season1・2）
  - 記憶捜査〜新宿東署事件ファイル〜→記憶捜査2〜新宿東署事件ファイル〜
  - 今野敏サスペンス 警視庁強行犯係 樋口顕（Season1・2）
  - 嫌われ監察官 音無一六
- ドラマ8
  - ハイエナ
- ドラマ9★
  - 法廷のドラゴン
- 土曜ドラマ24
  - 銀と金
  - 居酒屋ふじ
- ドラマBiz
  - ヘッドハンター
  - 行列の女神〜らーめん才遊記〜
- ドラマプレミア23★
  - かしましめし
- 水ドラ25★
  - 沼オトコと沼落ちオンナのmidnight call 〜寝不足の原因は自分にある。〜

アニメ・特撮・教育番組
- NARUTO -ナルト-→NARUTO -ナルト- 疾風伝
- しまじろうのわお!★（テレビせとうち制作）
- 爆走兄弟レッツ&ゴー!!→爆走兄弟レッツ&ゴー!! WGP→爆走兄弟レッツ&ゴー!! MAX
- 鬼神童子ZENKI
- BLUE SEED
- 愛天使伝説ウェディングピーチ
- 新世紀エヴァンゲリオン
- 機動戦艦ナデシコ
- スレイヤーズNEXT
- ホワッツマイケル
- KAIKANフレーズ
- カリメロ（2作目）
- 遊☆戯☆王デュエルモンスターズ（一時期のみ、1998年版はKNBで放送）
- たこやきマントマン
- 伝説巨神イデオン
- 未来ロボ ダルタニアス
- げらげらブース物語
- おらぁグズラだど（2作目）
- 六三四の剣
- キャプテン翼
- 桃太郎伝説→新桃太郎伝説
- ミスター味っ子
- 宇宙大帝ゴッドシグマ
- 百獣王ゴライオン
- 戦国魔神ゴーショーグン
- まいっちんぐマチコ先生
- モジャ公
- 機甲艦隊ダイラガーXV→光速電神アルベガス
- 銀河旋風ブライガー→銀河烈風バクシンガー→銀河疾風サスライガー
- アニメ親子劇場→トンデラハウスの大冒険→パソコントラベル探偵団
- ゴールドライタン→魔法のプリンセス ミンキーモモ（1作目）
- 三つ目がとおる
- 快傑ズバット
- 恐竜大戦争アイゼンボーグ
- 恐竜戦隊コセイドン
- 科学冒険隊タンサー5
- ドン・チャック物語
- タミヤRCカーグランプリ
- わんぱくダック夢冒険
- がんばれゴンベ
- 合身戦隊メカンダーロボ
- ジャングル大帝（リメイク版）
- バーバパパ（1作目）
- 爆丸バトルブローラーズ ニューヴェストロイア（最終話の直前で途中打ち切り）
- 忍者キャプター
- おそ松さん
- 妖怪ウォッチ
- ベイブレードバースト→ベイブレードバースト ゴッド→ベイブレードバースト 超ゼツ
- 天穂のサクナヒメ（P.A.WORKS制作アニメ）

その他の番組
- やりすぎコージー（KNBで放送されていた時期有り）
- 田舎に泊まろう!
- 料理の怪人
- THE フィッシング（テレビ大阪制作、2009年3月に打ち切り、2016年4月以降はTUTへ移行）※HD
- 幸せ!一週間の食卓&仲間たち
- ハロー!モーニング。
- 所さん&おすぎの偉大なるトホホ人物伝
- SKINOW
- クイズところ変われば?!
- クイズ赤恥青恥（途中、TUTに移行）
- ヤンヤン歌うスタジオ
- 愛の貧乏脱出大作戦→ジカダンパン!責任者出て来い!→大丈夫!?わが家の財産
- 宮里藍のビッグゴルフ in USA
- 美の巨人たち
- いい旅・夢気分（KNBへ移行）
- みんなで応援バラエティ THEぼきんショー
- キンコンヒルズ
- 決戦!クイズの帝王
- 熱闘!ゴルフ向上委員会
- ゴルフ 尾崎兄弟・飯合に挑戦!!
- 元祖!でぶや
- ペット大集合!ポチたま※HD
- 素晴らしきドケチ家族
- ちょこっとイイコト 〜岡村ほんこん♥しあわせプロジェクト〜
- 石川遼スペシャル RESPECT 〜ゴルフを愛する人々へ〜
- 世界の海底を行く
- そうだ旅（どっか）に行こう。
- ドライブ A GO!GO!（2009年4月から半年間のみ放送）
- ポンコツ&さまぁ〜ず
- ざっくりハイタッチ
- 釣り・ロマンを求めて
- 世界ビックリアワー
- 綾小路きみまろの人生ひまつぶし（不定期放送、テレビ大阪制作）
- パンチアウト・ボウル[67]
- 母ちゃんに逢いたい!
- おしゃべりオジサンと怒れる女→おしゃべりオジサンとヤバイ女
- ヒャッキン!〜世界で100円グッズを使ってみると?〜
- 突撃!しあわせ買取隊
- 日経スペシャル 未来世紀ジパング〜沸騰現場の経済学〜
- 一茂&良純の自由すぎるTV
- 先生、、、どこにいるんですか? 〜会って、どうしても感謝の言葉を伝えたい。〜
- 世界ナゼそこに?日本人 〜知られざる波瀾万丈伝〜→ナゼそこ?
- たけしのニッポンのミカタ!
- 23時の密着テレビ「レベチな人、見つけた」（途中打ち切り、『密着テレビ「レベチな人、見つけた」』のタイトルで放送）
- 超かわいい映像連発!どうぶつピース!!
- 〜夢のオーディションバラエティー〜Dreamer Z
- ソレダメ!〜あなたの常識は非常識!?〜★
- 昼めし旅 〜あなたのご飯見せてください!〜★（2024年3月25日打ち切り）
- タクシー運転手さん一番うまい店に連れてって!★（2024年5月25日打ち切り）
- 突撃!隣のスゴイ家→となりのスゴイ家★（BSテレ東制作）

#### その他
- true tears、CANAAN、TARI TARI、凪のあすから、神様になった日、白い砂のアクアトープ（いずれもP.A.WORKS制作のアニメ）
- ゴルフストリート→所さんのゴルフ見聞録
- ホイッスル!（但し休止の週が多かったため、終了までに1年以上かかった）
- 銀河鉄道物語
- ガンフロンティア
- 桑原征平のおもしろ京都検定
- ポピーザぱフォーマー（2002年3月頃に月曜15時台に放送されていた[68]）
- 戦え!超ロボット生命体トランスフォーマー→戦え!超ロボット生命体トランスフォーマー2010→トランスフォーマー ザ☆ヘッドマスターズ→トランスフォーマー 超神マスターフォース→戦え!超ロボット生命体 トランスフォーマーV※これらは元々日本テレビ系の番組であるが、富山テレビが特例でネットしていた。
- 白獅子仮面※本来は日本テレビ系の番組であるが、再放送扱いで放送。北日本放送では未放送。
- スーパーロボット レッドバロン（同上）
- マッハバロン（同上）
- アストロガンガー（同上）
- 柔道讃歌（同上）
- ミッキーマウスとドナルドダック（同上）
- 未来少年コナン（再放送、かつてNHKで放送されていた）
- 3丁目のタマ うちのタマ知りませんか?（再放送、かつてチューリップテレビで放送されていた）
- ルパン三世（再放送、かつてKNBで放送されていた）
- ドラえもん (1973年のテレビアニメ)（KNBでかつて放送されていた作品の再放送。1979年7月から放送されていたが、原作者の藤子・F・不二雄と出版社からクレームが来たため9話で打ち切りとなった。）
- 幻魔大戦 神話前夜の章（AT-X制作）
- イソップワールド
- 守護天使
- 戦国鍋TV 〜なんとなく歴史が学べる映像〜（テレビ神奈川制作幹事）
- TV・局中法度!（テレビ神奈川制作幹事）
- 東京号泣教室
- トゥルルさまぁ〜ず
- 業界用語の基礎知識 壇蜜女学園
- 原田伸郎のめざせパーゴルフ3
- カウンターのふたり (シーズン2)（TwellV制作）
- 「哀愁の部長」富山ページングサービスとともにCM作成も行った。
- ものしり博士（放送番組センター配給）
- ごちそうライフ2→ごちそうライフ3（チバテレ制作）
- 結婚なんてお断り!?（台湾ドラマ）
- 鬼滅の刃（1期は2020年3月 - 4月に集中放送[69]、2期以降及び劇場版はフジテレビ系アニメとして放送）
- NON STYLE井上のバズらせJAPAN
- CM INDEX★（東京企画制作）
- ざつ旅-That's Journey-

## 開局時に北日本放送から移行されたフジテレビ系列の番組
- ズバリ!当てましょう（第1期。T34開局後も1970年2月22日までKNBにてネット継続）[70]
- ライオン奥様劇場
- タワーバラエティ
- キンカン素人民謡名人戦
- 日清ちびっこのどじまん
- 銭形平次
- 赤かて!白かて!
- プロ野球ニュース（地上波第1期のみKNBで放送、地上波第2期以降はT34へ移行）

## アナウンサー

### 現職アナウンサー
男性
- 2002年 吉村尚郎
- 2020年 阿部叶
- 2025年 菅谷永

女性
- 1992年 谷優子
- 1999年 深津麻弓（ - 2005年、この間にメ〜テレアナウンサーを経て、2016年4月 - ）
- 2012年 矢野美沙（ - 2017年9月、2019年4月 - 、2年ぶりに富山テレビ復帰。元NHK長崎、元テレビ西日本報道部契約）
- 2022年 中田彩
- 2023年 吉國唯
- 2024年 堀元優花
- 2025年 島田嘉乃

### かつて在籍したアナウンサー

#### 男性
- 1978年
  - 小山憲一[71]（元報道部記者、定年後FMとやまパーソナリティーとして活動）
- 1983年
  - 森和彦（ - 2006年3月在籍。編成部への異動後、編成部副部長、放送部長を歴任）
- 1993年
  - 寺崎裕彦（ - 2016年3月、現・同社業務局編成部長兼番組審議会事務局長）
- 1999年
  - 波多江良一（ - 2007年3月在籍。退社後、群馬テレビへ）
- 2007年
  - 高橋翔（元新潟総合テレビ、4月入社 - 2008年3月）
- 2009年
  - 伊藤恵祐（4月入社 - 2024年2月、現・編成局編成部副部長）
- 2013年
  - 東惇（4月入社 - 2015年3月、営業部などを経てテレビ愛知へ）
- 2018年
  - 尾川知輝（4月入社 - 2024年3月）
- 2020年
  - 西村朋宏（4月入社 - 2023年3月）
- 2023年
  - 長島弘樹（元東海テレビ、1月入社 - 2025年3月）
- 榊原泰明（制作部へ異動）
- 小島裕一
- 奥田真仁
- 畑野祥吾

#### 女性
- 1985年
  - 須田真理[71]（現アナウンスハウス所属）
- 1986年
  - 岩原靖美（ - 1989年、現タイムリーオフィス所属）
- 1992年
  - 村上育子
- 1994年
  - 荒川れん子（在籍時は荒川練子、 - 1996年、現ソニー・ミュージックアーティスツ所属）
- 1995年
  - 伊藤敬子[71]（現ライトハウス所属）
- 1996年
  - 佐野由希子[71]（留学中、フリーアナウンサー）
  - 森幸恵（ - 2004年、日本航空グループ国際線客室乗務員に復帰。のちプラチナ・コンシェルジュ代表→現参議院議員）
- 1998年
  - 山下亜紀子
- 2000年
  - 松岡みゆき（ - 2003年、現ジョイスタッフ所属）
- 2001年
  - 中村理恵（ - 2005年、退社後、テレビ神奈川契約アナウンサー・タレントユニオン所属）
  - 早川真代[72]（1月入社 - 2003年、現名古屋タレントビューロー所属）
- 2003年
  - 竹内真理（ - 2006年、元東日本放送契約アナウンサー・現福島放送）
- 2004年
  - 加藤美由紀（7月入社 - 2011年3月、現シグマ・セブンe所属）
  - 土屋愛子（ - 2005年、結婚のため退職）
- 2005年
  - 神谷斉子（ - 2006年3月、結婚のため退職）
  - 閑田未央（4月入社 - 2009年3月、フリー）
- 2006年
  - 井上真帆（ - 2013年9月、フリー）
  - 後藤真弥（4月入社 - 2010年3月、2010年4月より岐阜放送契約アナウンサー）
  - 毛利未央（芸能事務所ビブロ派遣、 - 2008年8月）
- 2007年
  - 松葉沙矢佳（ - 2010年、2010年4月からNHK大阪放送局、大阪テレビタレントビューロー所属）
- 2009年
  - 有地佐哉香（ - 2012年3月、元TBSニュースバード、元日経CNBCキャスター）
  - 下岡陽子（4月入社 - 2011年3月、東海ラジオ放送契約アナウンサー→現岐阜放送契約アナウンサー）
- 2010年
  - 林藍菜（2010年10月1日入社 - 2016年4月1日、元ラジオ福島、tvk『みんなが出るテレビ』元レポーター）
- 2011年
  - 鎌田紗綾（ - 2016年10月、フリー）
- 2012年
  - 谷藤博美（ - 2017年2月、北海道放送へ、現eスポーツ実況アナウンサー）
- 2014年
  - 風間真美子（10月入社 - 2019年3月）
- 2015年
  - 南條早紀（10月入社 - 2021年12月）
- 2016年
  - 岡部里香（4月入社 - 2021年3月、現アドバンス社所属）
- 2017年
  - 青木栄美子（4月入社 - 2021年3月、元NHK金沢放送局、元NHK富山放送局）
  - 青島莉子（4月入社 - 2018年9月）
- 2020年
  - 森田麗実（4月入社 - 2024年2月）
- 五十嵐智子（現タレントユニオン所属）
- 市井啓子（現I.S.K.代表）
- 逢地真理子（現バウスプリット所属）
- 片山あさの（レストラングループ「柿里」の社長夫人）
- 北川千晶（現フリーアナウンサークラブ所属）
- 斉藤陽子
- 櫻井直子（現オフィスSACRA代表）
- 手塚多美（フリー）
- 寺戸麻季子
- 中村政子（フリー）
- 名取純子（三重テレビ→名古屋テレビ 定時ニュース担当）
- 淵澤由樹（現HAP所属）
- 三都井美衣（-2014年8月、フリー）

### リポーター
- 豊田麻衣
- 中斉舞
- 五十嵐喜子
- 宮崎紀子

## 公式アプリ
2020年（令和2年）10月19日にオリジナルコミュニケーションアプリ「BBTアプリ」をリリースしサービスを開始。コンセプトは「役に立つ！」「富山をもっと楽しく！」。富山のニュース・全国のニュース・天気情報・特設ページに加え、BBTマガジン（自社制作番組との連動記事やBBTアナウンサーによる独自記事など）と県内店舗や施設で使用できるアプリ限定クーポンが配信されている。
テレビ放送に加え、生活者が知りたい情報を「より早く」「より詳しく」伝える新たなニュース・生活情報提供ツールとして株式会社bibit（富山テレビ放送株式会社と株式会社MARBLEが設立した会社）により開発された。富山県地域企業再起支援事業費補助金の第２弾デジタル革命推進枠の助成による活用事業である。

## マスコットキャラクター
マスコットキャラクターは、ビーちゃん。
開局当初は『Uちゃん坊や』というキャラクターを使用していた。

## 歴代のキャッチフレーズ
- 若さと明るさいっぱい（1969年（昭和44年）4月1日開局時から）[22]
- ママとよい子の富山テレビ（1970年（昭和45年）4月1日から、「若さと明るさいっぱい」と併用）[25]
- ふれあい さわやか（1981年（昭和56年）7月21日から）[9]
- いつも、ネクスト（1988年（昭和63年）3月12日から）[75]
- 8恋 テレビに初めて恋をした、8恋。BBT（2006年（平成18年）10月から）[76]
- たのしいが うれしい。みんなの8恋。（2007年（平成19年）から）[76]
- ココロにピッ!（2008年（平成20年）から）[76]
- あなたの手とテレビのテ。手とテ[76]
- メがBBT（2010年（平成22年）7月から）[77]
- 富山に88（2015年（平成27年）4月から）[77]
- 全力!BBT（2019年（平成31年）1月から）[77]
- PUSH!（2022年（令和4年）1月から2023年（令和5年）12月まで）
- スエヒロガる!（2024年（令和6年）1月から）

## 関連会社
- 富山テレビ事業株式会社：映像制作（番組・VP・CM）業務、WEB制作、広告代理店業務、花卉事業（花メイト）
- 株式会社シー・エー・ピー：出版、WEB制作、広告代理業務
- 富山ページングサービス：テレメッセージグループ（解散）
  - なお、関連企業ではないが、富山エフエム放送（FMとやま）にも出資している。BBT関連のイベントや番組宣伝の他に、関連会社のシー・エー・ピーの出版物（『月刊タウン情報とやま』など）のCMが放送されている。